# Schwarzer Bock (Ansbach)

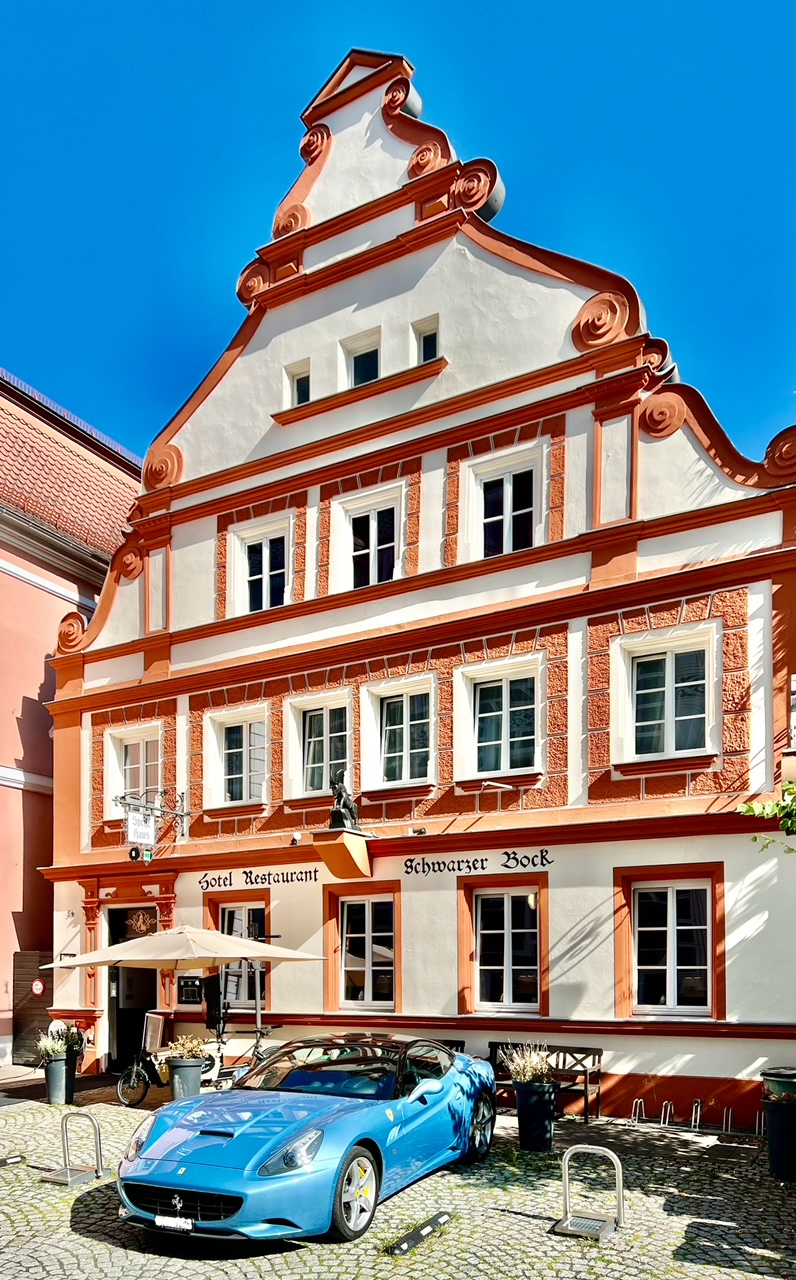
Hotel Schwarzer Bock 2024

Das Haus Schwarzer Bock ist ein denkmalgeschütztes Gebäude in Ansbach (Bayern), zwischen der Residenz Ansbach, der ehemaligen markgräflichen Kanzlei und der Hofkirche im Machtzentrum der früheren Markgrafen von Ansbach gelegen. Unter Aktennummer D-5-61-000-334 in der Denkmalliste für Ansbach erfasst. Das Gebäude ist das einzige Haus mit der für Ansbach typischen schlichten bürgerlichen Rokokofassade, welches noch an der ehemaligen Stadtmauer erhalten ist und durchgehend als Gastbetrieb geführt wurde. Als eines der wenigen Häuser in Ansbach hat der Schwarze Bock direkten Zugang zur Markgrafenquelle, einer frühen Wasserversorgung Ansbachs. Der Schwarze Bock ist an den Zweig Kaltenklinger Röhrenfahrt angeschlossen, der das Quellgebiet im Bereich des heutigen Klinikum Ansbach hat. Während früher die historische Altstadt mit Wasser aus den Ausläufern der Frankenhöhe zum Zweck der Brauch- wie Trinkwassernutzung versorgt wurde, dient das Wasser heute weitestgehend als Brauchwasser oder im Fall des Hotel Schwarzen Bock für die Forellenbecken wegen der geringen Belastung mit Zusatzstoffen. Die Wasserleitungen werden heute vom Freistaat Bayern als Rechtsnachfolger des Markgraftum Brandenburg-Ansbach in Stand gehalten. Die Wasserversorgung wurde durch eine einmalige Zahlung an die Kasse des Markgrafentums abgeleistet, deren Gegenwert in etwa dem eines Einfamilienhauses zur damaligen Zeit entsprach, heute verlangt der Freistaat jährliche Gebühren.

## Geschichte

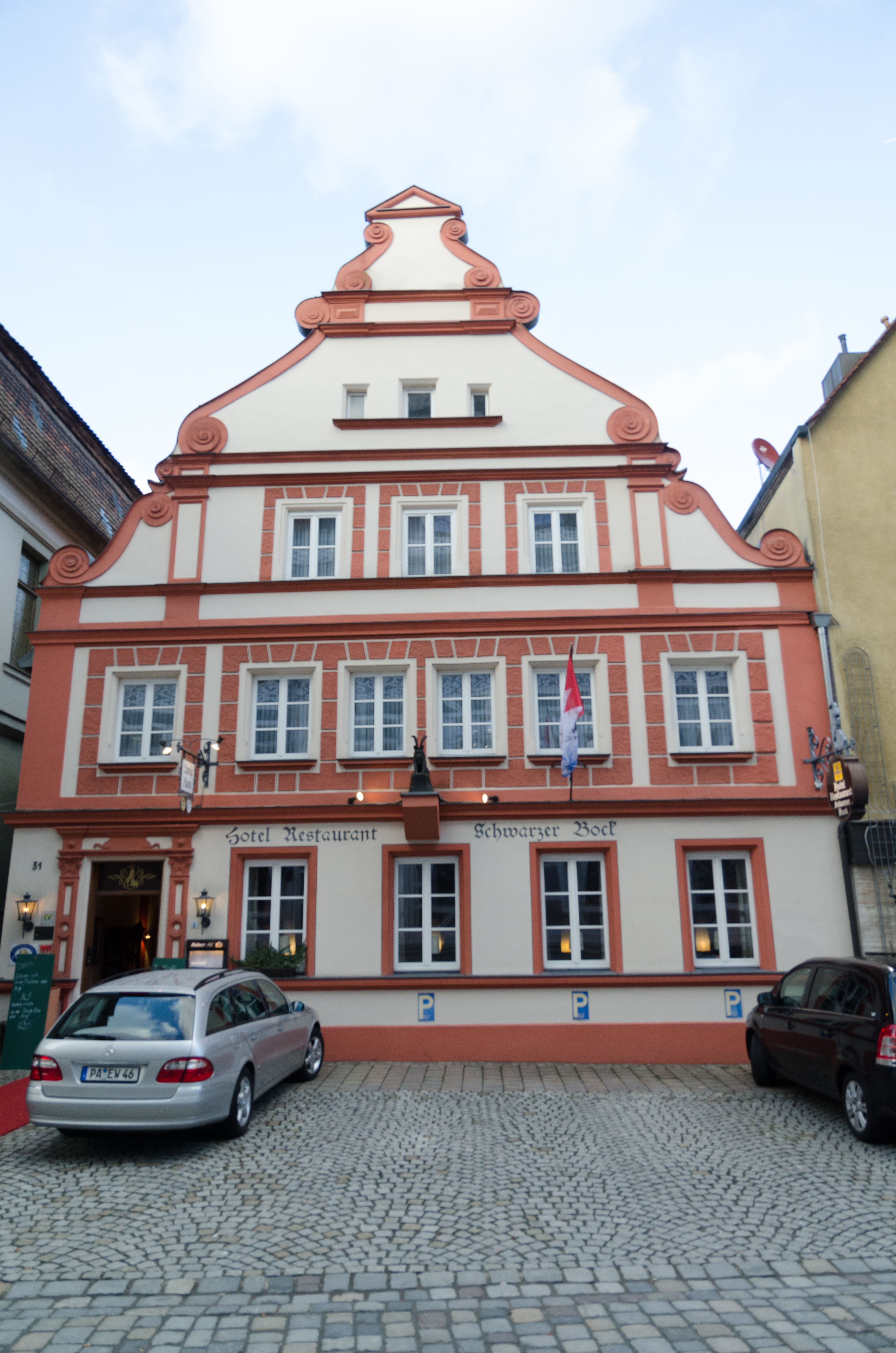
Hotel Schwarzer Bock

Das Haus Schwarzer Bock wurde vermutlich schon im 11. Jahrhundert erbaut. Mit dem Neubau der Gumbertuskirche und der Erweiterung des Benediktinerklosters wurden auch die Häuser entlang der nördlichen Stadtmauer errichtet. Die Grundmauern sind im hinteren nördlichen Teil des Hauses Bestandteil der Stadtmauer und teilweise sind Fenster der Gästezimmer ehemalige Fenster der Befestigungsbastei. Das vordere Hauptgebäude stammt mit seiner Ständerbauweise aus etwa 1500. Der große freitragende Gastraum deutet auf einen Bau als Gasthaus von Anbeginn. Der Hofdurchgang, welcher zu schmal für Pferde ist, lässt schließen, dass es sich nicht um einen großbürgerlichen Auftraggeber handelte und der Name Schwarzer Bock – die Hausziege war der Lastenträger derer, die kein Pferd hatten – bestätigt dies. Die Lage im markgräflichen Machtzentrum lässt auf einen wohlhabenden bürgerlichen Auftraggeber schließen. Im 18. Jahrhundert wurde eine bürgerliche Rokoko-Fassade vorgesetzt, die das Gebäude in seiner Erscheinung prägt, dabei wurde auch die bauliche Erscheinung der Front verändert. Die ursprünglich kleinen Fenster im Bereich der Gästezimmer und der Gaststube wurden durch größere, barock anmutende Fenster ersetzt. Dadurch änderte sich die Zahl der Fenster im Gastraum von fünf auf vier. Im 18. und 19. Jahrhundert gab es in Ansbach eine Vielzahl von Brauereien, auch der Schwarze Bock war ein sogenannter Hausbräu. Belege finden sich in historischen Ansichten und Postkarten, auf denen Hopfen und Malz um das Gebäude stilisiert sind. Heute wird nur noch zu besonderen Anlässen in Kleinmengen gebraut, damit ist der Schwarze Bock die letzte Ansbacher Brauerei. Zur Jahrhundertwende vom 19. auf das 20. Jahrhundert erhielt der Gartensaal ein zur damaligen Zeit modernes Mansarddach anstatt des bisherigen Satteldaches, da der Saal häufig für representative Veranstaltungen des örtlichen Kavallerie–Offizierskorps und von bürgerlichen Vereinen genutzt wurde. Heute sind im Gartensaalgebäude Teile der Hotelzimmer untergebracht. Das Gebäude ist in der Liste des Bayerischen Landesamtes für Denkmalpflege sowohl als Einzelbaudenkmal, als auch als Ensembledenkmal im Bereich Residenz Ansbach und St.-Gumbertus-Kirche geführt.

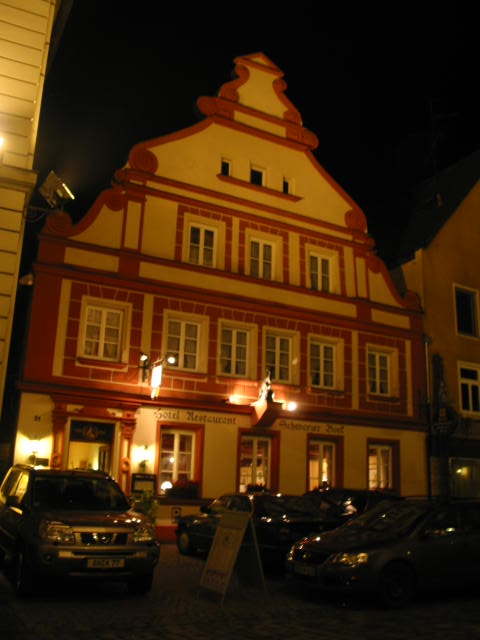
Hotel Schwarzer Bock in Ansbach 2009

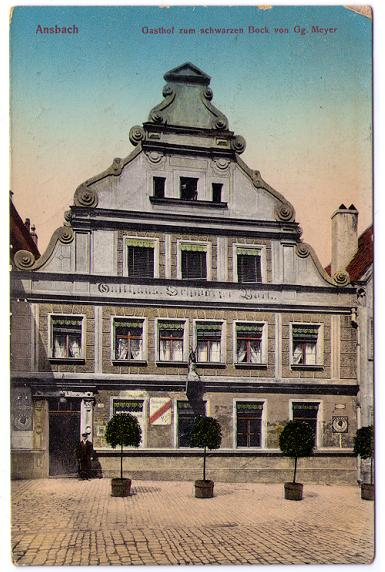
Barockisierte Fassade, wie sie sich heute ähnlich darstellt

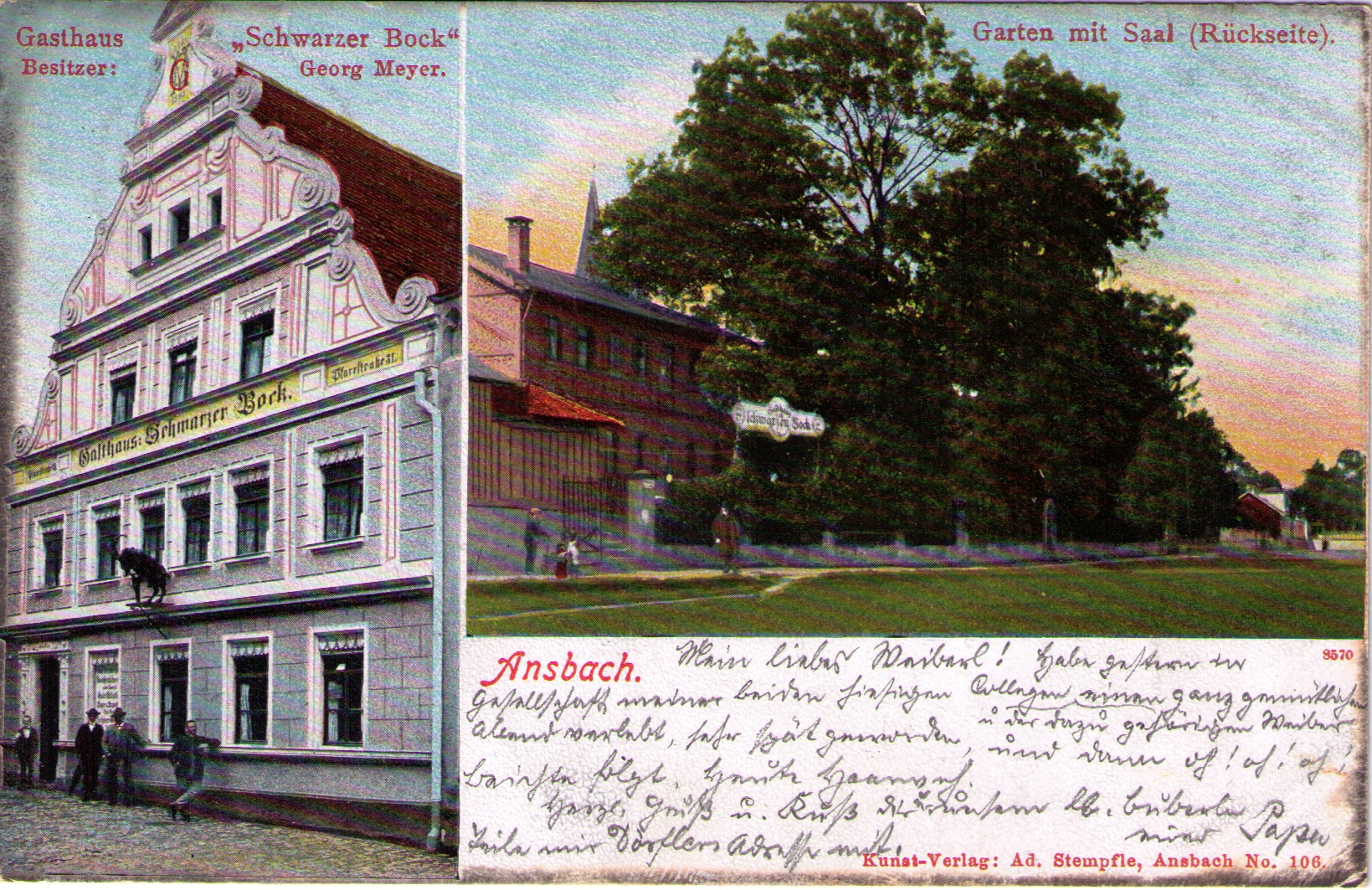
Ansicht der heutigen barockisierten Fassade

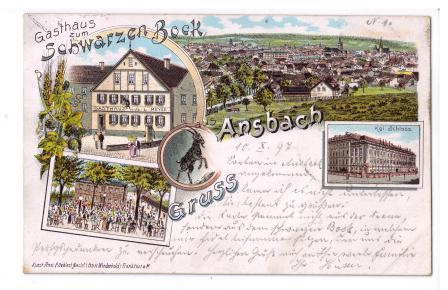
Ansicht der ursprünglichen Fassade mit kleineren Fenstern

Das Haus liegt am Montgelasplatz, benannt nach Maximilian von Montgelas, gegenüber dem Wohn- und Sterbehaus von Kaspar Hauser. Es besitzt eine lange Tradition als Gasthaus und Hotel, seit 2009 bewirtschaftet das Unternehmen Hotel Restaurant Schwarzer Bock das Gebäude.
Seit 2009 engagiert sich der Schwarzer Bock für den Bereich der Nachhaltigkeit und Energieeffizienz.

## Nachhaltigkeit
Seit Kauf und Übernahme des Schwarzen Bocks durch die Familie Appel-Fuhrmann im Jahr 2009 wird ein besonderer Fokus auf die Nachhaltigkeit und Energieeffizienz gelegt. Ziel ist es, ein historisches Gebäude im Denkmalschutz langfristig zu einem Nullenergiehaus zu machen. Als Vorreiter wurde der Schwarze Bock von der Deutschen Energie-Agentur „dena“ als Referenzobjekt im Bereich inhabergeführter historischer Hotels und Gasthäuser ausgewählt und bei der Optimierung der Energieverbräuche und Einsparpotentiale im Projekt dena-check-in begleitet. Seit 2009 konnten die Energieverbräuche trotz Denkmalschutzes am Gebäude und Ensembleschutzes um etwa 60 % gesenkt werden. Im Schwarzen Bock konnte durch den Einsatz einer Blockheizkraftwerk-Heizanlage, Photovoltaik und Wärmedämmung der Einsatz fossiler Energieträger minimiert werden. Als Ergebnis konnte sich das Haus trotz historischer Substanz in der höchsten Energieeffizienzstufe in Gold des Zertifikates Umweltcheck der DEHOGA durch die Agentur Viabono zertifizieren. Weiters ist das Haus Mitglied im Umweltpakt Bayern und verpflichtet sich zur Bevorzugung regionaler Lieferanten, zum kleinräumigen Einkauf bei lokalen Landwirten und zur Bevorzugung nachhaltiger wie Bio-Produkte, arbeitet nach dem Fair-und-sauber-Prinzip als Förderer von Slow Food und ist Mitglied der Initiative Regionalbuffet aus Mittelfranken, die die Idee der solidarischen Landwirtschaft pflegt.

## Der Schwarze Bock in der Literatur
Robert Gernhardt: Ein Gespräch im Hotel „Schwarzer Bock“, Ansbach 1993. Erschienen in Literatur als Lust. Begegnungen zwischen Poesie und Wissenschaft. Festschrift für Thomas Anz zum 60. Geburtstag (hrsg. von Lutz Hagestedt).
Karl Arnold: Ansbacher Jugenderinnerungen 1859-1871. erschienen im Verlag C. Brügel und Sohn AG über den Schwarzen Bock: „Der Gastwirt Mehring im Schwarzen Bock und sein Nachfolger Joh. Georg Meyer waren schon damals berühmt für Ihre Bratwürste und gebackenen Fische, ein Ruhm, welche die Familie Meyer jetzt seit 65 Jahren aufrecht erhält! Eine Sehenswürdigkeit war derzeit die neue Kegelbahn im Bock, die heizbar war, Marmorbelag und Gummikugeln hatte und im Winter vom Zimmerstutzenverein benützt wurde. Am Sonntagvormittag trafen sich Bürger, Beamte und Offiziere beim Wein, Offiziere isolierende Kasinos gab es in Bayern noch nicht; …“
Franz Bonn erwähnt den Schwarzen Bock in dem Gedicht Als ich ging 1868 als Treffpunkt der Honoratioren und örtlichen Zirkel mit der Zeile: „… war im Zirkel und im Bock …“. Franz Bonn kam 1862 nach vorheriger Station in Donauwörth als Staatsanwalt nach Ansbach und fühlte sich als Oberbayer in die Regierungsstadt des Rezatkreis strafversetzt. Dieses Gefühl ist deutlich in dem Gedicht Als ich kam 1862 zu lesen. In dem Abschiedsgedicht Als ich ging 1868 ist der Dank für die Jahre in Ansbach und den Karriereschritt – er ist nun Richter – zu lesen. Franz Bonn veröffentlichte seit 1844 unter dem Synonym v.miris, was bedeutet „von mir ist es“.

## Brauerei
Im Schwarzer Bock wird in Kleinmengen seit 2010 Bier hergestellt als sogenannte Wirtshausbrauerei, seit 2022 vollständig in Bio Qualität da der Schwarzer Bock seit 2022 ein 100% Bio zertifizierter Betrieb ist.

### Wirtshausbrauerei
Auf einer Kleinanlage mit einem Brauausstoß von 0,5 hl und Jahresnmenge unter 5 hl ist die Microbrew Anlage des Schwarzer Bock eine Mikrobrauerei und als Kleinbrauerei bei FrankenTourismus gelistet.
Abgefüllt wird nur in Fässer und es erfolgt kein außer Haus Verkauf. Es wird fast ausschließlich untergäriges dunkles Bier gebraut.

### Auszeichnung
Bei den Bio Erlebnistagen 2022 des Bayerische Staatsministerium für Ernährung, Landwirtschaft, Forsten und Tourismus (StMELF) wurde das Wirtshaus Schwarzer Bock mit dem Preis der Landwirtschaftsministerin Michaela Kaniber ausgezeichnet.

## Bio Zertifizierung
Das Gasthaus Schwarzer Bock ist seit 2021 bio-zertifiziert durch die Kontrollstelle DE-006 und seit 2022 zu 100 % Bio und Mitglied bei Bioland.
Das Gasthaus führt die Zertifizierung nach EU-Bio, Bioland und Bio aus Bayern. Die im Wirtshaus verarbeiteten Waren sind zu 100 % Bio zertifiziert oder aus einer Jagd oder Freifangfischerei.

## Berühmte Gäste
Der Schwarze Bock hat eine lange Liste bekannter Besucher.

„Der ‚Schwarze Bock‘ besitzt eine lange Tradition als ‚Erstes Gasthaus und Hotel‘ am Platz … Prominente aus Wirtschaft und Kultur besuchen das Haus nicht nur zu Aufenthalten während der Bachwoche, …“

- Heinrich Bedford-Strohm, Landesbischof der Evangelisch-Lutherischen Kirche in Bayern und Ratsvorsitzender der Evangelischen Kirche in Deutschland
- Elmar Mäder, Kommandant der Schweizer Garde im Vatikan
- Ilse Aigner, Bundesministerin, Präsidentin bayerischer Landtag
- Walter Scheel, Bundespräsident und geschäftsführender Bundeskanzler
- Eberhard von Gemmingen, Leiter der deutschsprachigen Redaktion von Radio Vatikan
- Dietmar Bartsch, Co-Vorsitzender Linksfraktion, Bundesschatzmeister PDS
- Richard Bartsch, Bezirkstagspräsident Mittelfranken
- Otto Graf Lambsdorff, Bundeswirtschaftsminister
- Alexander Graf Lambsdorff, Diplomat und ehemaliger Europaabgeordneter
- Günther Beckstein, Bayerischer Ministerpräsident a. D.
- Hans Maurer, Staatsminister für Landwirtschaften und Forsten
- Hans-Jochen Vogel, Bundesminister und Oberbürgermeister von München und Berlin
- Bernhard Vogel, Ministerpräsident von Rheinland-Pfalz und Thüringen
- Konrad Porzner, Präsident des Bundesnachrichtendienstes
- Ole von Beust, Bürgermeister der freien und Hansestadt Hamburg a. D.
- Hermann Josef Abs, Vorstand der Deutschen Bank
- Sepp Maier, Sportler, Nationaltorwart der Fußballmannschaft
- Walter Giller, Schauspieler
- Nadja Tiller, Schauspielerin
- Georg Ringsgwandl, Kabarettist
- Peter Prosch, Berater und Hofnarr des Markgrafen (Kabarettist)
- Volker Lechtenbrink, Schauspieler und Sänger
- Piet Klocke, Kabarettist
- Horst Janson, Schauspieler
- Luitpold von Bayern, Prinzregent und Regimentsinhaber Ansbacher Königsulanen

## Geschichte als Gesellschaftslokal
Der Schwarze Bock war Gründungslokal verschiedener Vereine und Verkehrslokal des örtlichen Offizierskorps des 2. Ulanen-Regiment „König“. So beschreibt die Regimentschronik von 1904: „ … das Offizierskorps, so namentlich unverheiratete Herren, verkehrten fast täglich im Kreise von Bürgern, Lehrern und Beamten. Es bestand auch im ‚Schwarzen Bock‘ täglich von 6 Uhr ein Abendschoppen, an dem sich vielfach die Herren des Offizierskorps bis zum Kommandeur hinauf beteiligten … “. Aus der Regimentschronik zum Verein ehemaliger Königsulanen in Ansbach: „ … am 27. September 1899 kamen 62 ehemalige Königsulanen auf Veranlassung des Kameraden Meyer, Gasthof zum Schwarzer Bock, dort zusammen und beschlossen die Gründung des Ansbacher Vereins zu dessen erstem Vorstand Kamerad Karl Prächtel gewählt wurde.“ Anmerkung: vgl. den Namenszug „Meyer“ im Postkartenbild; der Wirt Meyer des Schwarzen Bock war ehemaliger Ulane, der von Prinzregent Luitpold um seine Verdienste für die Kameradschaftsförderung ausgezeichnet wurde.
Am 27. Februar 1879 fand die Abstimmungsversammlung über die Gründung eines Jagdschutzvereins in Ansbach unter Leitung des kgl. bayerischen Regierungsrats Schmitt im „Gartenlocal zum Schwarzen Bock“ mit 34 Personen statt. Am 27. April 1879 wurde der Jagdschutzverein Ansbach im Schwarzen Bock mit 65 Mitgliedern gegründet, der vorab diskutierte Anschluss an den Nürnberger Verein wurde abgelehnt. Der Jagdschutzverband wurde aus der Sorge um den durch die seit der Revolution von 1848 mangels gesetzlicher Rahmenbedingungen drastisch zusammengeschossenen Wildbestände und unethischen Jagdmethoden zum Beispiel auf Singvögel und Kleinsäuger in Sorge um die Natur gegründet. 1929 fand die 50-Jahr-Feier im Gartensaal des Schwarzen Bock statt, aber schon 1935 wurde der Jagdschutzverband Ansbach von den Nationalsozialisten im Zuge der Gleichschaltung verboten und löste sich auf; das Vereinsvermögen wurde an das Deutsche Jagdmuseum in München überwiesen. Heute finden wieder Versammlungen der Nachfolgeorganisation Kreisjägerschaft Ansbach im Schwarzen Bock statt.
Im Jahr 1885 wurde im Schwarzen Bock der Kolpingverein Ansbach, des Kolpingwerks gegründet.
Nach dem Zweiten Weltkrieg trafen sich die Alten Herren des Cartellverband der katholischen deutschen Studentenverbindungen zur Gründung des Ortszirkels. Nach einer längeren Absenz kehrten die Altakademiker des CV 2010 wieder mit ihren Treffen in den Schwarzen Bock zurück.
Der Kunstverein Ansbach e.V. wurde 1951 im Schwarzen Bock gegründet.
1994 wurde der Ansbacher Tisch des Service-Clubs Round Table als Nummer 184 in Deutschland gegründet und verkehrte seit seiner Gründung bis zur Auflösung im Schwarzen Bock.

## Auszeichnungen
- 2022–2025 Bioland: Haube in Gold
- 2017–2020 Slow Food: Auszeichnung Slow Food Genussführer Deutschland
- 2015–2020 Guide Michelin: Auszeichnung „Teller“ (Assiette)
- 2019 Metropolregion Nürnberg: „Unsere Originale“ Auszeichnung für Wildbratwurst aus nachhaltiger eigener Jagd
- 2019 DEHOGA-Umweltcheck: Siegel Gold
- 2018 Umweltpakt Bayern: Auszeichnung
- 2013 Varta-Führer: 1 Diamant Restaurant und 1 Diamant Hotel
- 2013 Gerolsteiner Restaurant Bestenliste: 17,7 Punkte
- 2012 Gerolsteiner Restaurant Bestenliste: 15,6 Punkte
- 2012 Varta-Führer: 1 Diamant Restaurant und 1 Diamant Hotel
- 2012 Bund Heimat und Umwelt in Deutschland: Ausgezeichnet als historisches Wirtshaus in Bayern
- 2011 Gault-Millau: Bayerns beste Wirtshäuser
- 2011 Metropolregion Nürnberg: „Unsere Klassiker“ Repräsentant der Ansbacher Bratwurst 1387
- 2011 HOGA Show-Dining Trophy: Bronzemedaille
- 2010 Slow Food: Fördermitglied Slow Food Deutschland